# Rudka (přírodní rezervace)
Rudka je přírodní rezervace v Olomouckem kraji na území okresu Prostějov. Nachází se uprostřed přírodního parku Kladecko. Území je ve správě Krajského úřadu Olomouckého kraje. Předmětem ochrany je lesní společenstvo polopřirozených květnatých bučin vyvinutých na vápencích s výskytem lýkovce jedovatého, okrotice bílé, korálice trojklané, kruštíka širolistého a orlíčku planého.

## Popis lokality
Přírodní rezervace Rudka se nachází na jižním okraji Zábřežské vrchoviny na zalesněném návrší jihozápadně od obce Ludmírov, severozápadně od obce Ponikev a asi 4,6 km severně od Konice. Lokalita rezervace má rozlohu cca 10 ha.
Lesní porosty mají polokulturní charakter s převahou buku lesního (Fagus sylvatica), spolu s vtroušeným habrem obecným (Carpinus betulus), dubem letním (Quercus robur), javorem klenem (Acer pseudoplatanus) a javorem babykou (Acer campestre). Dále se zde promíseně vyskytuje jedle bělokorá (Abies alba), smrk ztepilý (Picea abies), modřín opadavý (Larix decidua), borovice lesní (Pinus sylvestris). Porosty se nachází na vápencích, které místy vystupují až na povrch.
Keřové patro v této lokalitě je pak zastoupeno meruzalkou srstkou (Ribes uva-crispa), zimolezem obecným (Lonicera xylosteum), břečťanem popínavým (Hedera helix) a chráněným lýkovcem jedovatým (Daphne mezereum).
Vápencové bradlo je pak pokryto cennou suchomilnou květenou. Chráněné rostliny v podrostu jsou zastoupeny okroticí bílou (Cephalanthera damasonium), korálicí trojklanou (Corallorhiza trifida), kruštíkem širolistým (Epipactis helleborine) a orlíčkem planým (Aquilegia vulgaris).

## Fotogalerie

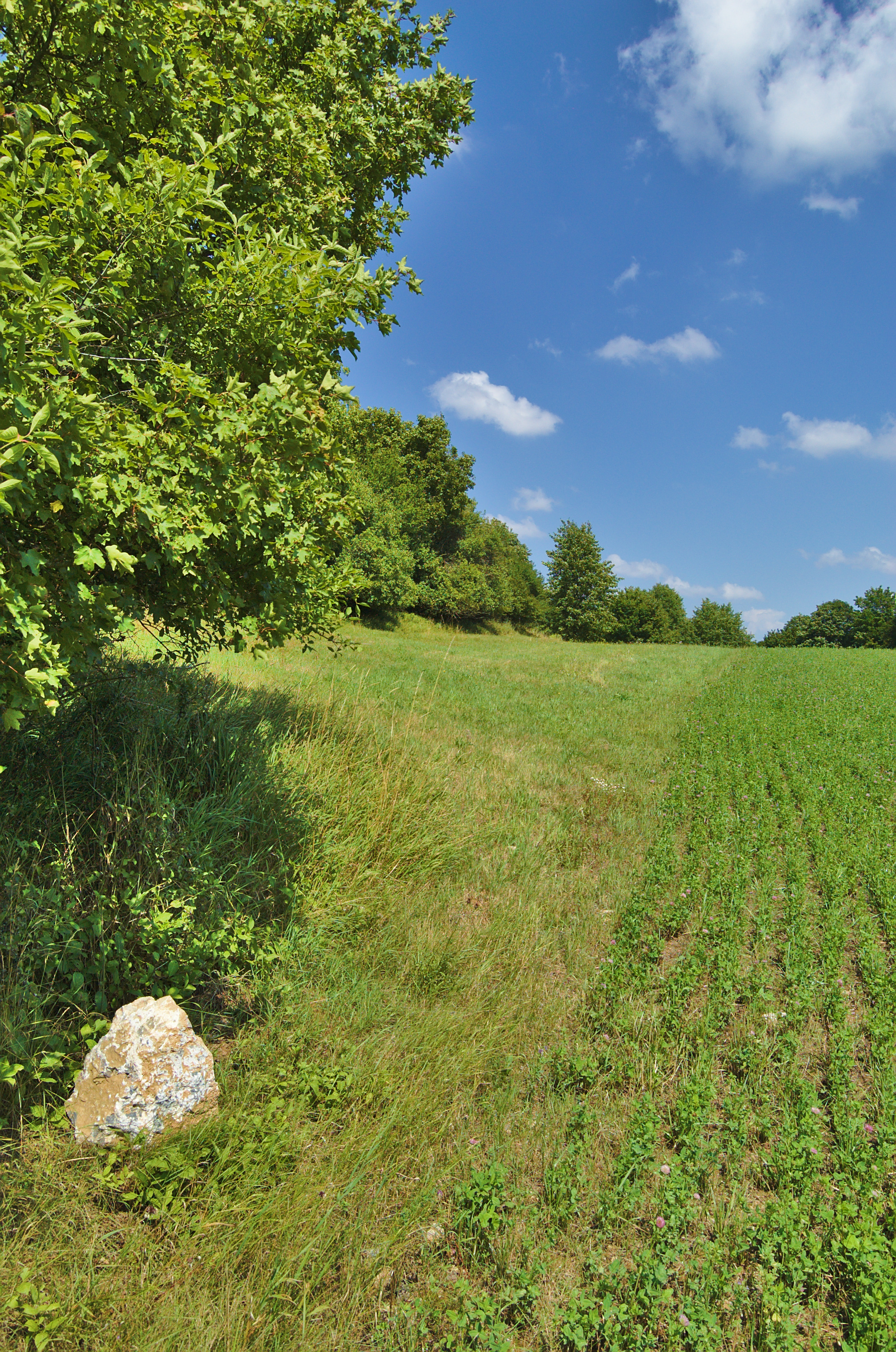
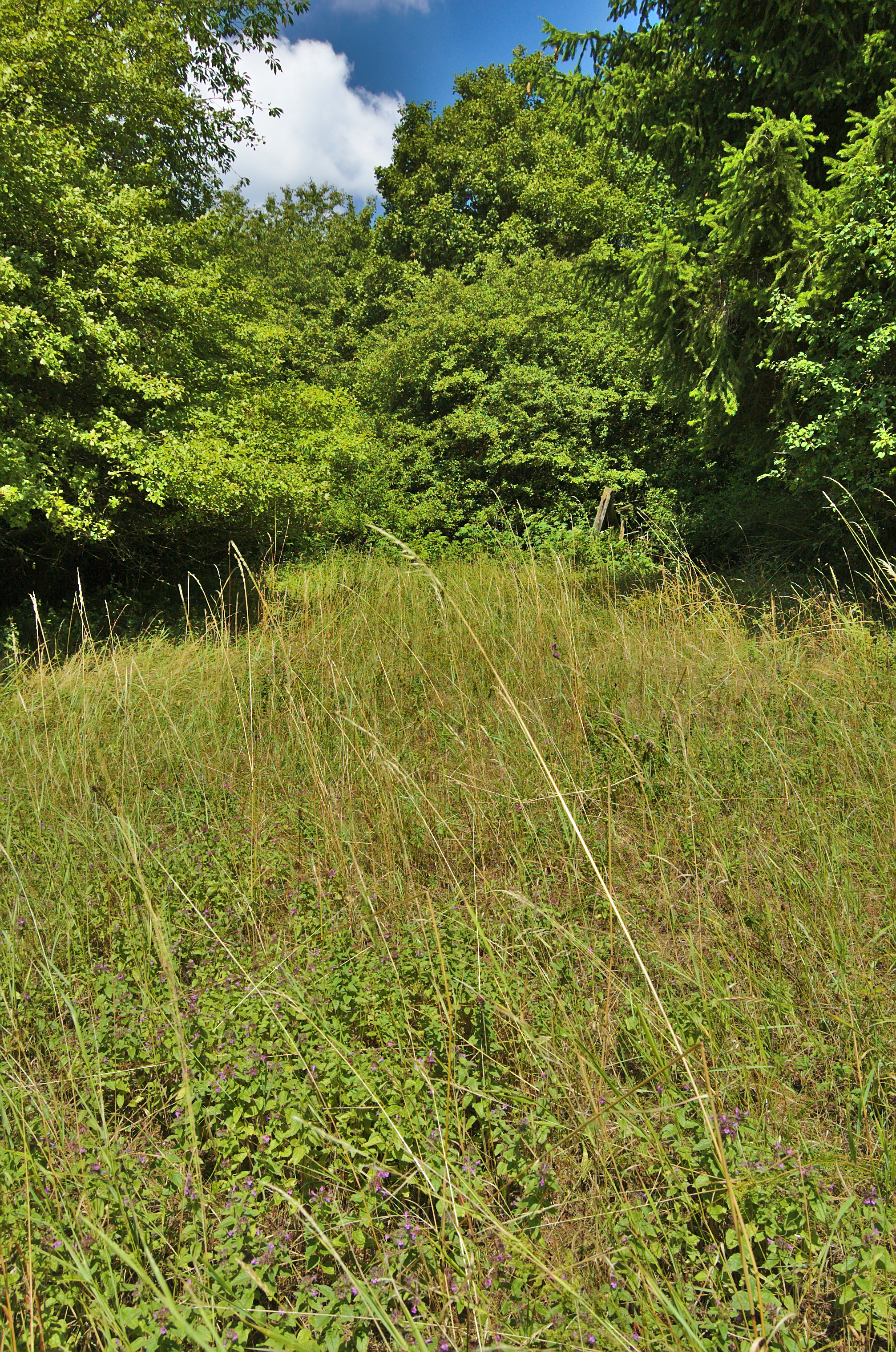
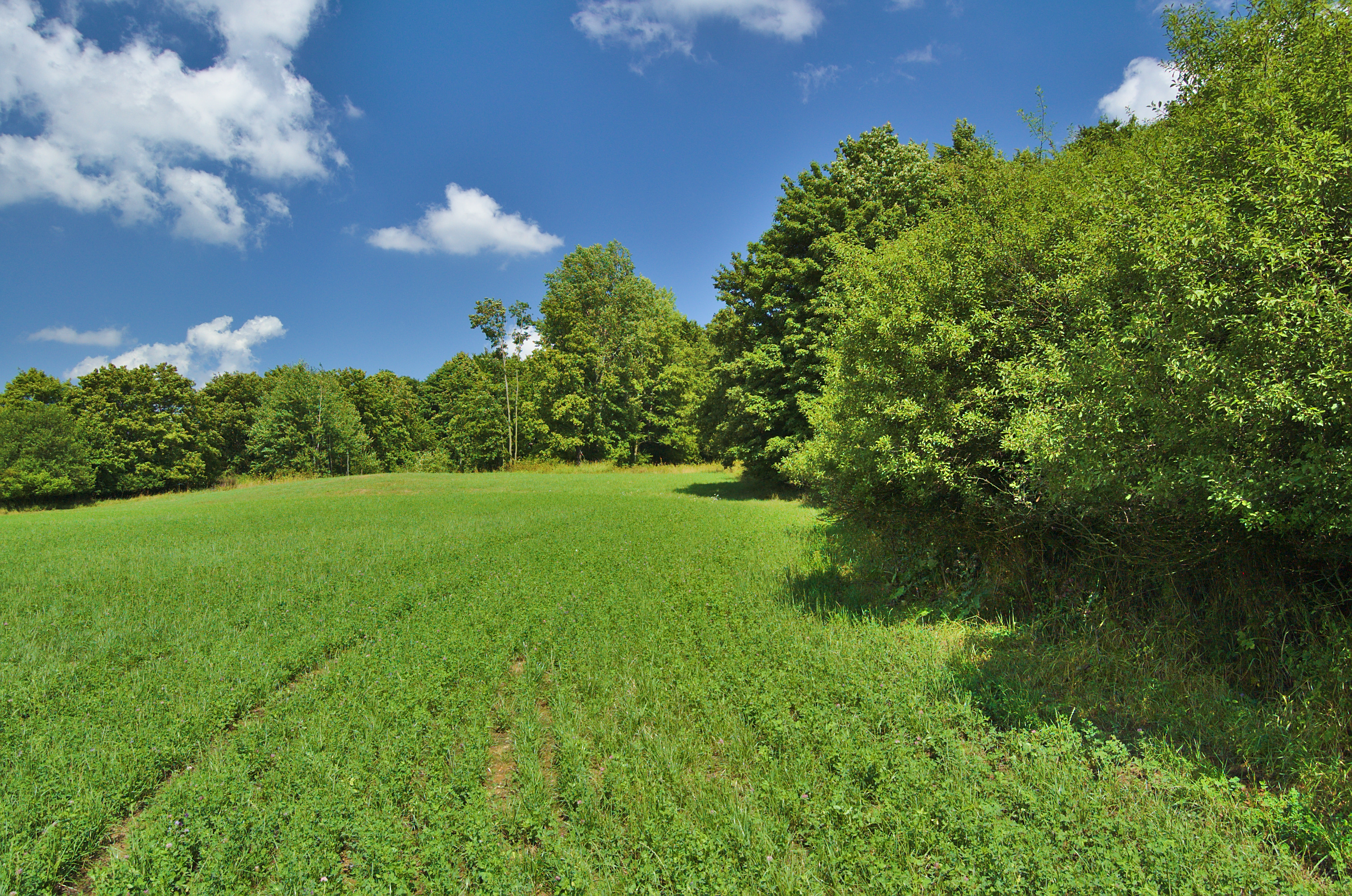
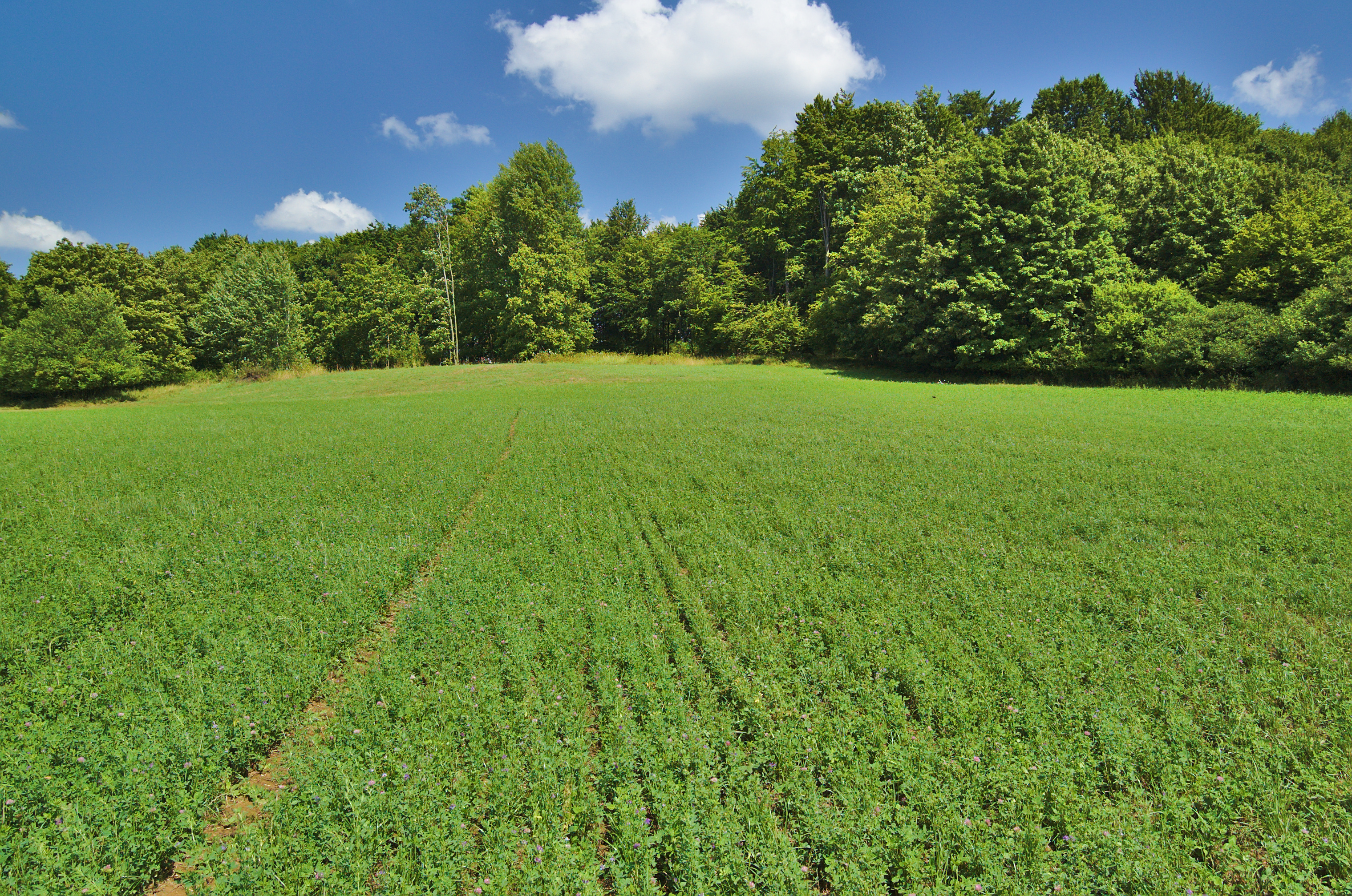